# Reometria
Reometria (del grec ῥέος - rheos, n, significant "corrent") és la ciència que descriu tant els mètodes de mesura com els instruments que permeten obtenir dades reològiques d'un material (vegeu reologia).
Determina les relacions quantitatives i qualitatives entre la deformació i la tensió mecànica i les seves derivades.
Una aplicació típica de la reometria seria la mesura de la viscositat.